# Жан Виденов
Жан Василєв Віденов (нар. 22 березня 1959) — болгарський політик, керівник Болгарської соціалістичної партії з грудня 1991 до грудня 1996 року. Голова уряду Болгарії у 1995–1997 роках.

## Біографія
Жан Виденов народився у Пловдиві. 1985 року закінчив факультет міжнародних економічних відносин МДІМВ (Москва). Член Болгарської комуністичної партії з 1983 року.
Був таємним співробітником Держбезпеки НРБ з 1988 до 1990 року з агентурним іменем Дунай (Дунав) як утримувач явочної квартири
1991 року був обраний головою БСП за підтримки попередника Александра Лілова.
Після перемоги БСП на виборах 1994 року Жан Виденов очолив уряд. Відповідно до думки опонентів, некомпетентна фінансова політика кабінету довела країну до важкої економічної кризи. У той же час уряд Виденова погасив 2,1 мільярди доларів зовнішнього боргу Болгарії. Взимку 1996/1997 років країна опинилась у стані гіперінфляції. Уряд оголосив неможливість обслуговування зовнішньої заборгованості країни. А всередині країни зростало масове невдоволення, зарплатня знизилась до кількох доларів. Ситуація виходила з-під контролю.
4 листопада 1996 року 19 членів керівництва БСП надіслали відкритого листа з вимогами відставки Виденова. Уряд опирався. У той же час опозиція в особі Союзу демократичних сил очолила масові протести в країні.
21 грудня 1996 року на позачерговому 42 з'їзді БСП Жан Виденов оголосив про свою відставку з постів прем'єр-міністра та голови партії. Головою БСП було обрано Георгія Пирванова. Спроба БСП сформувати новий уряд, так і не визнавши провину за положення, що склалось, провалилась. Опинившись перед масовим народним невдоволенням, партія повернула другий мандат і відмовилась від влади.

## Після відставки
Після виходу з керівництва БСП Жан Виденов відійшов від активної політичної діяльності, нині викладає у приватному виші Пловдива.
2009 року оголосив, що залишає БСП через незгоду з політикою уряду Сергія Станішева.

## Родина
Жан Виденов одружений з Каталиною Виденовою, його син — Васил Виденов.